# Fraser Cartmell
Fraser Cartmell (* 16. Juni 1982 in Inverness) ist ein ehemaliger britischer Triathlet und Ironman-Sieger (2010). Er wird geführt in der Bestenliste britischer Triathleten auf der Ironman-Distanz.

## Werdegang
1997 startete Fraser Cartmell erstmals bei einem Triathlon, nachdem er in seiner Jugend aktiver Schwimmer war.
2007 startete er erstmals bei der Weltmeisterschaft auf der Triathlon-Langdistanz und wurde Zwölfter.
Im August 2010 gewann er mit neuem Streckenrekord den Ironman UK.
2015 startete Fraser Cartmell zum zweiten Mal beim Ironman Hawaii. 
2016 startet er für das Pewag Racing Team und den Stirling Triathlon Club und im März wurde er schottischer Vize-Staatsmeister Duathlon. 
Im Juli 2018 belegte er in 8:36:24 h mit persönlicher Bestzeit den siebten Rang beim Ironman UK.
Seit 2018 tritt er nicht mehr international in Erscheinung.
Fraser Cartmell ist liiert mit Alison Rowatt und lebt in Stirling.

## Sportliche Erfolge
| Datum/Jahr    | Rang | Wettbewerb                               | Austragungsort | Zeit     | Bemerkung                                         |
| ------------- | ---- | ---------------------------------------- | -------------- | -------- | ------------------------------------------------- |
| 27. März 2016 | 2    | Scottish Duathlon National Championships | Stirling       | 02:01:23 | Vize-Staatsmeister Duathlon hinter Fergus Roberts |

| Datum/Jahr    | Rang | Wettbewerb                               | Austragungsort         | Zeit     | Bemerkung                                                                                          |
| ------------- | ---- | ---------------------------------------- | ---------------------- | -------- | -------------------------------------------------------------------------------------------------- |
| 13. Mai 2017  | 10   | Ironman 70.3 Santa Rosa                  | Sonoma County          | 04:03:41 | |
| 27. Aug. 2016 | 10   | Challenge Tønsberg                       | Tønsberg               | 04:26:09 | |
| 16. Juni 2013 | 3    | UK Ironman 70.3                          | Somerset               | 04:20:30 | |
| 23. Okt. 2011 | 8    | Ironman 70.3 Austin                      | Austin                 | 04:04:52 | |
| 17. Juli 2011 | 4    | Ironman 70.3 Racine                      | Racine                 | 04:04:58 | |
| 20. Juni 2010 | 1    | UK Ironman 70.3                          | Wimbleball Lake        | 04:17:03 | Cartmell konnte nach 2007 und 2008 hier seinen dritten Sieg erreichen.                             |
| 17. Jan. 2010 | 1    | Ironman 70.3 South Africa                | East London            | 04:07:54 | |
| 2009          | 7    | Antwerp Ironman 70.3                     | Antwerpen              |          | |
| 14. Nov. 2009 | 20   | Ironman 70.3 World Championship          | Clearwater             | 03:44:21 | |
| 14. Juni 2009 | 3    | UK Ironman 70.3                          | Wimbleball Lake        | 04:20:37 | |
| 2009          | 2    | Ironman 70.3 South Africa                | East London            | 04:04:07 | |
| 2008          | 10   | Ironman 70.3 World Championship          | Clearwater             | 03:46:34 | |
| 2008          | 2    | Ironman 70.3 Timberman                   | Gilford, New Hampshire |          | hinter dem Amerikaner Andy Potts                                                                   |
| 2008          | 1    | UK Ironman 70.3                          | Wimbleball Lake        |          | |
| 2008          | 3    | Ironman 70.3 South Africa                | East London            |          | |
| 2007          | 7    | Ironman 70.3 World Championship          | Clearwater             | 03:49:03 | |
| 2007          | 5    | Sempachersee-Triathlon                   | Nottwil                | 02:05:49 | Fünfter hinter dem Schweizer Sieger Sven Riederer                                                  |
| 2007          | 1    | UK Ironman 70.3                          | Wimbleball Lake        | 04:24:32 | erster Start auf der halben Ironman-Distanz (1,9 km Schwimmen, 90 km Radfahren und 21,1 km Laufen) |
| 2006          | 20   | London Triathlon                         | London                 |          | |
| 2005          | DNF  | ETU Triathlon European U23 Championships | Sofia                  | –        | bei der U23-Triathlon-Europameisterschaft                                                          |

| Datum/Jahr    | Rang | Wettbewerb                                      | Austragungsort | Zeit     | Bemerkung                                                                                |
| ------------- | ---- | ----------------------------------------------- | -------------- | -------- | ---------------------------------------------------------------------------------------- |
| 15. Juli 2018 | 7    | Ironman UK                                      | Bolton         | 08:36:24 | persönliche Ironman-Bestzeit                                                             |
| 29. März 2015 | 19   | Ironman South Africa                            | Port Elizabeth | 09:07:13 |                                                                                          |
| 14. Sep. 2014 | 2    | Ironman Wales                                   | Pembrokeshire  | 09:10:16 |                                                                                          |
| 18. Nov. 2012 | DNF  | Ironman Arizona                                 | Tempe          | –        | Rennabbruch auf der Laufstrecke                                                          |
| 22. Juli 2012 | 2    | Ironman UK                                      | Bolton         | 09:07:00 |                                                                                          |
| 20. Nov. 2011 | 25   | Ironman Arizona                                 | Tempe          | 08:50:14 |                                                                                          |
| 1. Aug. 2010  | 1    | Ironman UK                                      | Bolton         | 08:40:18 | Sieg auf der Ironman-Distanz mit neuem Streckenrekord                                    |
| 13. März 2010 | 4    | Abu Dhabi International Triathlon               | Abu Dhabi      | 06:36:12 | 3 km Schwimmen, 200 km Radfahren und 20 km Laufen                                        |
| 21. Juni 2009 | 1    | SABIC Long Distance Triathlon                   | Stein          | 05:30:29 | 3 km Schwimmen, 110 km Radfahren und 30 km Laufen                                        |
| 15. Juli 2007 | 12   | ITU Long Distance Triathlon World Championships | Lorient        | 03:40:03 | Weltmeisterschaft auf der Langdistanz (3 km Schwimmen, 80 km Radfahren und 20 km Laufen) |

(DNF – Did Not Finish)